# Riga FC
Riga Football Club é uma equipe letão de futebol com sede em Riga. Disputa a primeira divisão da Letônia (Virslīga). Seus jogos são mandados no Skonto Stadium, que possui capacidade para 9.100 espectadores.

## História
O clube foi oficialmente registrado em abril de 2014. A equipe foi fundada em 2015 após a fusão de duas equipas sediadas em Riga - FC Caramba Riga e Dinamo Rīga. Na temporada de 2015, a equipe jogou na Primeira Liga da Letônia com o nome de FC Caramba / Dinamo. Depois de vencer a Primeira Liga e ser promovido à Virsliga, o clube mudou seu nome para Riga FC.

## Elenco atual
Última atualização: 25 de março de 2025.

## Títulos

### Virslīga
- Campeões (3): 2018, 2019, 2020

#### Estatísticas naVirslīga
- 2016 – 5º Colocado
- 2017 – 3º Colocado
- 2018 – 1º Colocado
- 2019 – 1º Colocado
- 2020 – 1º Colocado
- 2021 – 4º Colocado
- 2022 – 2º Colocado
- 2023 – 2º Colocado
- 2024 – 2º Colocado

### Copa Letã de Futebol
- Campeões: 2018, 2023

### Segunda divisão da Letónia
- Campeões: 2015

## Uniformes
| 2020 | 2019 | 2018 | 2017 |

| 2020 | 2019 | 2018 | 2017 |